# شیر و بوسه‌ها
شیر و بوسه‌ها (به انگلیسی: Milk & Kisses) هشتمین و آخرین آلبوم استودیویی از گروهٔ موسیقی آلترناتیو راک اسکاتلندی کوکتو تویینز می‌باشد که در بریتانیا ۱۵ آوریل سال ۱۹۹۶ از سوی فونتانا رکوردز و در ایالات متحده ۱۴ مهٔ سال ۱۹۹۶ از سوی کپیتال رکوردز منتشر گردید از آنجا که این گروه دو سال بعد با یکدیگر رودرو شدند تا آلبوم جدیدی ضبط کنند ولی با فروپاشی گروه به سرانجام رسیدند، ثابت شده شیر و بوسه‌ها آخرین آلبوم آن‌ها می‌باشد.